# مارتین بوتی
مارتین بوتی (انگلیسی: Martyn Booty؛ زادهٔ ۳۰ مهٔ ۱۹۷۱) بازیکن فوتبال اهل بریتانیا است.
از باشگاه‌هایی که در آن بازی کرده‌است می‌توان به باشگاه فوتبال سالفورد سیتی، باشگاه فوتبال کرو آلکساندرا، باشگاه فوتبال ساوتند یونایتد، باشگاه فوتبال ردینگ، باشگاه فوتبال چسترفیلد، باشگاه فوتبال کاونتری سیتی، باشگاه فوتبال باکستون، باشگاه فوتبال هادرزفیلد تاون، و باشگاه فوتبال کرزن اشتون اشاره کرد.